# Tramway d'Angers
Pour les articles homonymes, voir Arc-en-ciel (homonymie).
Le tramway d'Angers, parfois surnommé tramway arc-en-ciel, est le réseau de tramway d'Angers Loire Métropole. Il est inauguré le 25 juin 2011 et fait suite à un premier réseau de tramway fermé en 1949. Constitué de trois lignes depuis le 8 juillet 2023 (A, B et C) parcourant un réseau de quatre branches et d'une semi-boucle centrale, il est exploité avec 37 rames Citadis 302 et 305 dotées de la technologie APS. Le réseau relie Avrillé au nord au quartier de La Roseraie au sud depuis 2011 et les quartiers de Belle-Beille à l'ouest et de Monplaisir à l'est depuis 2023.
Angers est la deuxième ville à avoir choisi la technologie APS et c'est le troisième réseau de tramway à être mis en service avec cette technologie après Bordeaux en 2003 et Reims en avril 2011. Il est exploité par RATP Dev, sous la marque "Irigo".

## Histoire

### L'ancien tramway
L'ancien tramway d'Angers est un ancien réseau de tramway urbain et périurbain inauguré en 1896. En 1906, il était composé de six lignes urbaines et de deux lignes périurbaines vers Érigné et Trélazé. Il desservait principalement Angers et le sud de son agglomération avant sa fermeture en 1949 au profit de l'utilisation du bus.

### Le tramway duXXIesiècle

#### Chronologie
- Lancement des études de faisabilité et de la concertation publique en février 2002[2].
- Enquête d'utilité publique du 15 mai au 13 juillet[3] conclue par un avis favorable des commissaires enquêteurs ;
- Signature de la déclaration d'utilité publique par le préfet de Maine-et-Loire le 8 janvier 2007[4].
- Premiers travaux préparatoires avec la déviation des réseaux souterrains à l'été 2007[5].
- Livraison de la première rame du tramway au centre de maintenance le 8 décembre 2009[6].
- Inauguration du pont sur la Maine, dénommé Pont Confluences, le 15 octobre 2010[7].
- Inauguration de la première ligne du tramway (ligne A) le 25 juin 2011[8].
- Déclaration d'utilité publique du projet d'extension le 20 février 2017[9].
- Début des travaux des travaux d'extension entre août 2017 et août 2018[10],[11].
- Inauguration du pont des Arts et Métiers le 29 juin 2019[12].
- Déviation définitive de la ligne A entre "Foch - Maison bleue" et "Saint-Serge - Université" le 4 janvier 2021[13],[14].
- 8 juillet 2023 à 5 h 38 : mise en service des lignes B et C[15].

#### Genèse

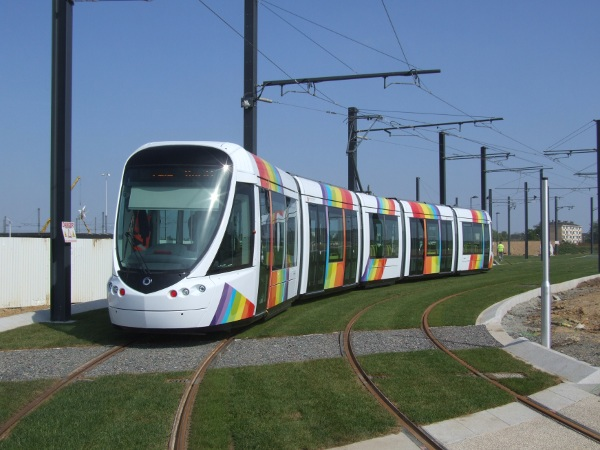
Rame à la sortie du centre de maintenance.

En 2001, la "Mission Tramway" est créée. Les études de faisabilités sont menées en 2002 et 2003, avec présentation du tracé définitif en 2004, en même temps que le choix du mode de transport (ferré). L'enquête publique est terminée en 2006, et la déclaration d'utilité publique est signée en 2007, année du début des travaux (fouilles archéologiques). La première ligne du tramway angevin, la ligne A, est inaugurée le 25 juin 2011.
En parallèle au projet de la ligne A, des études ont été menées en 2008, alors que les travaux de la première ligne ne faisaient que débuter, pour définir le meilleur potentiel de tracé de la deuxième ligne[réf. non conforme]. Le tracé a été définitivement retenu en juin 2010 et reliera Beaucouzé au parc des expositions. Aucune date précise n'est donnée quant à la mise en service de cette deuxième ligne.

#### Inaugurations
Le 15 décembre 2009 débute la phase des inaugurations avec celle du centre de maintenance, qui abrite la première rame livrée le 8 décembre. Le 7 mai 2010 a lieu l'essai inaugural de circulation, effectué par la première rame livrée, sur un tronçon de ligne, long de 1,2 km, entre le centre de maintenance et le site de la future station "Bois-du-Roy" à Avrillé. Le vendredi 15 octobre 2010, le pont Confluences a été inauguré par les autorités locales. Lors de la cérémonie, plus de 200 manifestants ont pris d'assaut le pont afin de protester contre la réforme des retraites.
Les inaugurations finales du 25 juin 2011 furent également particulières : à 12 h a eu lieu le discours du président d'agglomération sur la place du Ralliement, devant quelques centaines de personnes, sous les huées de conducteurs de bus grévistes. D'importants dispositifs policiers (plusieurs véhicules de police, de la brigade anti-criminalité et des groupes de CRS) étaient présents, une rame de tramway a été salie et le nouveau réseau Irigo perturbé pendant le restant de la journée (réclamations salariales).

#### Extensions

Carte animée de l'évolution des infrastructures ferroviaires de l'agglomération d'Angers, dont celles des anciens et actuels tramways, de 1890 à nos jours.

Alors que la première ligne n'est pas encore construite, il est évoqué la création d'une deuxième ligne dès 2005. En 2007, un premier tracé, d'orientation ouest-est, entre Beaucouzé et Saint-Sylvain-d'Anjou est évoqué. Il est officialisé en 2010 pour un montant de 350 millions d'euros et 16 km et devait passer par le campus de Belle-Beille, l'avenue Patton, l'étang Saint-Nicolas, le théâtre du Quai, remonter vers la gare d'Angers Saint-Laud où elle rejoindrait la ligne A, avant de repartir vers le parc des expositions d'Angers par la mairie d'Angers et le quartier de Monplaisir,,. Acté en juin 2010 alors que Jean-Claude Antonini (PS) est maire d'Angers, sa mise en service est envisagée avant 2020.
Christophe Béchu (UMP) est élu nouveau maire d'Angers, à la suite des élections municipales de 2014. Il met en application son programme qui consiste, concernant la nouvelle ligne de tramway, à amputer le tracé à ses extrémités et à faire un détour par le quartier de La Doutre. Le projet est donc réduit à un tracé sur la commune d'Angers allant de Belle-Beille à Monplaisir via le centre des congrès. Ce nouveau tracé ne fait plus que 10 km pour un montant ramené à 245 millions d'euros, permettra d'exploiter 3 lignes et non deux et la mise en service est envisagée pour 2022.
Le projet est déclaré d'utilité publique le 20 février 2017 et les travaux commencent en même temps par l'abattage d’arbres sur la place La Rochefoucauld. À partir du mois d'août 2017, ce sont les arbres des boulevards Ayrault et Carnot qui sont abattus, puis ceux des boulevards Pierre-Mendès France, Bessonneau et de la Résistance. En novembre, ce sont les arbres de l'avenue Patton qui sont abattus.
Les travaux de création du nouveau pont sur la Maine et des aménagements des abords commencent également en août. Le nom de ce nouveau pont, nommé pont des Arts et Métiers, est dévoilé le 26 avril 2018. Il est inauguré le 29 août 2019.
Le 1er juillet 2019, la station "Saint-Serge - Université" est fermée pour une durée d'un an afin de la déplacer sur le boulevard Ayrault, dans la prévision de la déviation du tracé de la ligne A. En effet, dans le cadre de ce projet d'extension, le parcours de ligne A sera  modifiée en centre-ville entre les stations "Saint-Serge Université" et "Foch - Maison bleue" en empruntant successivement les boulevards Carnot, Ayrault, Bessonneau et Foch en desservant deux nouvelles stations : "Centre de congrès" et "Hôtel de ville". Les anciennes infrastructures seront alors réutilisées par les deux nouvelles lignes : le tronçon Molière/Saint-Serge Université sera emprunté par la ligne B qui utilisera un tronçon commun avec la ligne A jusqu'à "Hôtel de ville", tandis que le tronçon entre "Molière" et "Foch - Maison bleue" sera utilisé par la ligne C. Les rails sont posés sur ce nouvel itinéraire durant l'année 2019, avec notamment la triple bifurcation de la station "Saint-Serge - Université".
Le 5 décembre 2019, 20 nouvelles rames sont commandées à Alstom pour permettre d'assurer l'exploitation des deux nouvelles lignes commerciales dont la mise en service est prévue fin 2022.
Finalement, en raison de la pandémie de Covid-19, le nouveau tronçon de la ligne A est mis en service le 4 janvier 2021 et la station "Saint-Serge - Université" est réouverte à cette occasion,. La mise en service des lignes B et C n'est alors pas envisagée avant 2023. Un an plus tard, la date se précise pour juin ou juillet 2023.
L'inauguration des lignes B et C se déroule le 7 juillet 2023 et elles sont mises en service le lendemain.

## Réseau
Le réseau est composé de quatre branches (La Roseraie, Avrillé, Belle-Beille et Monplaisir) et d'une boucle centrale, mais qui ne permet pas de faire une ligne circulaire empruntant exclusivement cette boucle.

### Ligne A

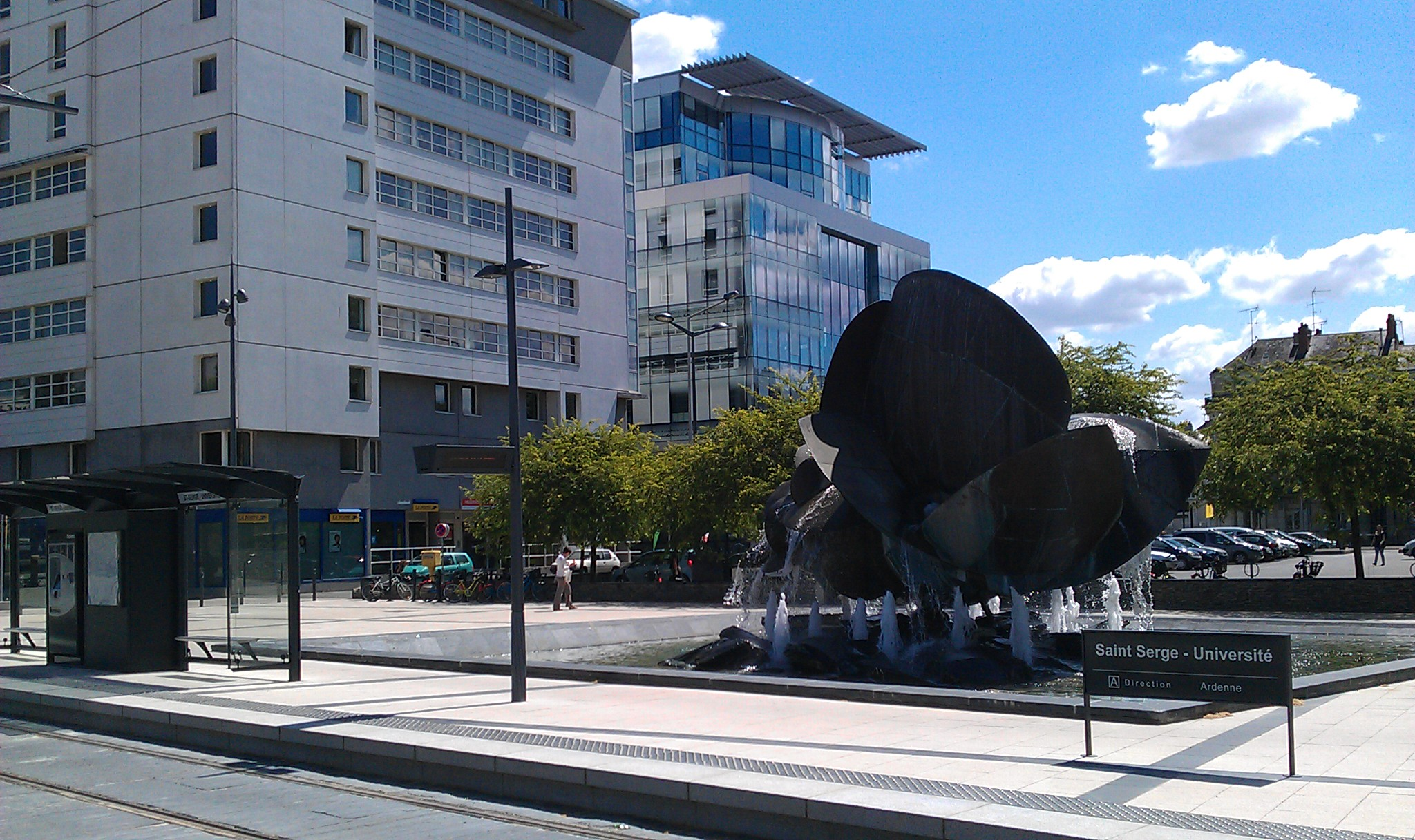
La station Saint-Serge Université à son ancien emplacement, en heure creuse, vue du quai direction Avrillé Ardenne

La ligne A, mise en service le 25 juin 2011, dessert 25 stations sur 12,3 km. Elle est fréquentée par 36 000 voyageurs par jour en 2013. Sur l'année 2014, ce sont 8,545 millions de voyageurs qui l'ont empruntée, représentant un quart de la fréquentation du réseau Irigo. Cette fréquentation est en progression depuis l'ouverture et atteint 10 millions de voyageurs en 2018.
Depuis le 4 janvier 2021 elle passe par le centre des Congrès au lieu de la Place du Ralliement,. Cette dernière desserte est reprise par la ligne C,.
Les stations Molière et Saint-Serge - Université sont réaménagées dans le cadre du chantier des lignes B et C. Ces nouvelles infrastructures représentent 10,1 km de voies nouvelles.

### Ligne B
La ligne B, mise en service le 8 juillet 2023 à 5h38, dessert 18 stations sur 8,2 km. Elle relie le campus de Belle-Beille au quartier de Monplaisir en passant notamment par Le Quai, l'université Saint-Serge ainsi que par le Centre de Congrès.

### Ligne C
La ligne C, mise en service le 8 juillet 2023 à 5h38, dessert 19 stations sur 9,7 km. Elle relie le campus de Belle-Beille au quartier de la Roseraie en passant notamment par Le Quai, la place du Ralliement ainsi que par la gare d'Angers Saint-Laud.

### Ligne Tbus
La ligne Tbus est une ligne temporaire de bus de substitution qui prennent le relais du tram quand celui-ci subit des perturbations. Cette ligne a donc un tracé variable suivant les besoins de remplacement.

### Fréquentation
De 2011 à 2021 la fréquentation annuelle du réseau de tramway s'élève aux nombres indiqués dans le tableau ci-dessous.
| Année                           | 2011 | 2012 | 2013 | 2014 | 2015 | 2016 | 2017 | 2018 | 2019 | 2020 | 2021 |
| ------------------------------- | ---- | ---- | ---- | ---- | ---- | ---- | ---- | ---- | ---- | ---- | ---- |
| Nombre de voyages (en millions) | 3,6  | 8,1  | 8,4  | 8,5  | 8,6  | 9,0  | 9,5  | 10,1 | 9,8  | 6,3  | 7,2  |

## Infrastructure

### Dépôt
Le dépôt d'attache (ou centre de maintenance) de l'ensemble du parc angevin de tramway est inauguré le 15 décembre 2009. Il porte le nom du vice-président chargé des transports, Raymond Perron, qui a porté le projet de première ligne de tramway dans l'agglomération. Il est décédé en octobre 2010, huit mois avant l'inauguration du projet. Une plaque placée sur le fronton du centre lui rend hommage.
Le centre se trouve entre les stations "Terra Botanica" et "Verneau". Les rames de tramway peuvent entrer et sortir du centre en provenance ou à destination des deux terminus de la ligne de tramway.
Il reçoit aussi une partie des bus du réseau, les autres bus étant stockés à Saint-Barthélemy-d'Anjou.

## Matériel roulant

### Design du matériel roulant
Le design et la personnalisation du matériel roulant, réalisé par l'agence RCP Design Global, se caractérise par son bout avant « confluence » en forme de V rappelant la forme d'un blason. L'autre caractéristique majeure est l'omniprésence d'un arc-en-ciel qui se retrouve sur la documentation relative au tramway ainsi qu'aux autres transports de l'agglomération. L'intérieur des rames est marqué par des silhouettes florales de différentes couleurs sur le plafond, le blanc des parois et le vert des sièges au motif des couches géologiques de l'Anjou. Les rames comportent 48 places assises et ont une capacité d'emport totale de 208 voyageurs.

### Parc
Le 10 juillet 2006, Angers Loire Métropole décide de retenir la société Alstom pour construire les rames, contrat signé le 15 novembre 2006. Elle opte également pour l'alimentation par le sol (APS) sur certains segments de la ligne afin de propulser le tram sans caténaires dans les centres d'Angers et d'Avrillé. Le marché porte sur la livraison de 17 rames Citadis 302 dotées de la technologie APS pour un montant de 47 millions d'euros[réf. nécessaire]. Les livraisons étaient initialement prévues d'octobre 2008 à fin 2009[réf. nécessaire]. Elles ont finalement eu lieu de fin 2009 à début 2011, par voie routière[réf. nécessaire]. La date de livraison correspond au jour d'arrivée du convoi routier dans le centre de maintenance. Sauf exception (notamment pour la première rame livrée qui a été déchargée le jour même), le déchargement a lieu le lendemain. Le 5 décembre 2019, l'agglomération choisit de nouveau Alstom pour la fourniture de 20 rames supplémentaires pour un montant de 55 millions d'euros. La principale différence de ces nouvelles rames avec celles en service résidera en la présence d'une double porte aux extrémités au lieu d'une simple, 54 places assises et 217 en capacité totale d'emport.
| Numéro d'exploitation | Date de Mise en Circulation | Observations - Particularités                                                            | Nbre de km parcourus au 31/12/2011 |
| --------------------- | --------------------------- | ---------------------------------------------------------------------------------------- | ---------------------------------- |
| 1001                  | 08/12/2009                  | -                                                                                        | 35 374                             |
| 1002                  | 09/06/2010                  | -                                                                                        | 35 165                             |
| 1003                  | 27/07/2010                  | 3e arc-en-ciel orienté dans le sens Nord-Ouest - Sud-Est au lieu de Sud-Ouest - Nord-Est | 32 546                             |
| 1004                  | 24/08/2010                  |                                                                                          | 33 240                             |
| 1005                  | 07/09/2010                  | -                                                                                        | 33 070                             |
| 1006                  | 01/10/2010                  | -                                                                                        | 34 152                             |
| 1007                  | 06/10/2010                  | -                                                                                        | 32 598                             |
| 1008                  | 21/10/2010                  | -                                                                                        | 31 745                             |
| 1009                  | 04/11/2010                  | -                                                                                        | 32 368                             |
| 1010                  | 18/11/2010                  | -                                                                                        | 32 275                             |
| 1011                  | 07/12/2010                  | -                                                                                        | 32 816                             |
| 1012                  | 17/02/2011                  | -                                                                                        | 30 392                             |
| 1013                  | 15/12/2010                  | -                                                                                        | 28 611                             |
| 1014                  | 22/12/2010                  | -                                                                                        | 28 823                             |
| 1015                  | 20/01/2011                  | -                                                                                        | 29 465                             |
| 1016                  | 03/02/2011                  | -                                                                                        | 31 594                             |
| 1017                  | 24/02/2011                  | -                                                                                        | 29 542                             |
| 2001                  | Avril 2022                  | -                                                                                        |                                    |
| 2002                  | Mars 2022                   | -                                                                                        |                                    |
| 2003                  | Mars 2022                   | -                                                                                        |                                    |
| 2004                  | Avril 2022                  | -                                                                                        |                                    |
| 2005                  | Avril 2022                  | -                                                                                        |                                    |
| 2006                  | Avril 2022                  | -                                                                                        |                                    |
| 2007                  | Mai 2022                    | -                                                                                        |                                    |
| 2008                  | Mai 2022                    | -                                                                                        |                                    |
| 2009                  | Mai 2022                    | -                                                                                        |                                    |
| 2010                  | Juillet 2022                | -                                                                                        |                                    |
| 2011                  | Juillet 2022                | -                                                                                        |                                    |
| 2012                  | Juillet 2022                | -                                                                                        |                                    |
| 2013                  | Août 2022                   | -                                                                                        |                                    |
| 2014                  | Août 2022                   | -                                                                                        |                                    |
| 2015                  | Août 2022                   | -                                                                                        |                                    |
| 2016                  | Septembre 2022              | -                                                                                        |                                    |
| 2017                  | Septembre 2022              | -                                                                                        |                                    |
| 2018                  | Septembre 2022              | -                                                                                        |                                    |
| 2019                  | Octobre 2022                | -                                                                                        |                                    |
| 2020                  | Octobre 2022                | -                                                                                        |                                    |

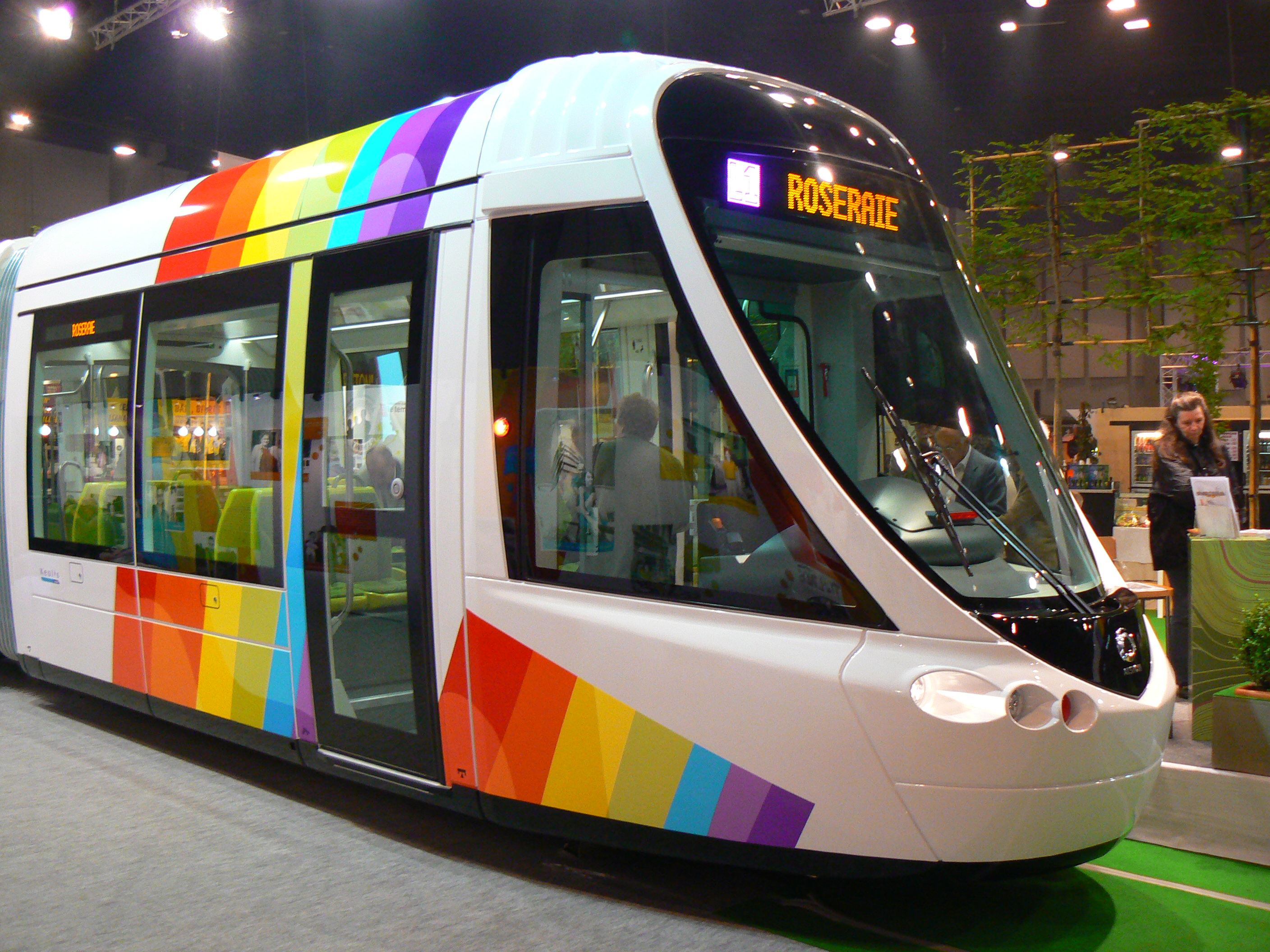
Maquette du tramway lors de la Foire exposition d'Angers en 2007.
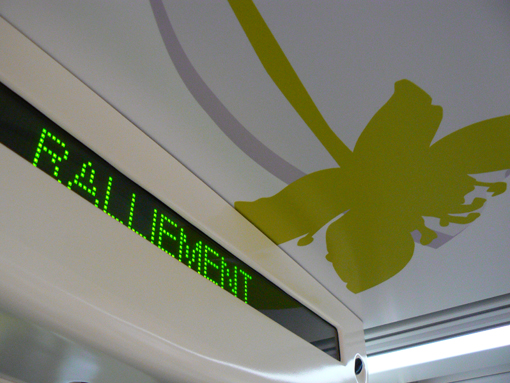
Plafond du tramway.